# 쑤자툰구

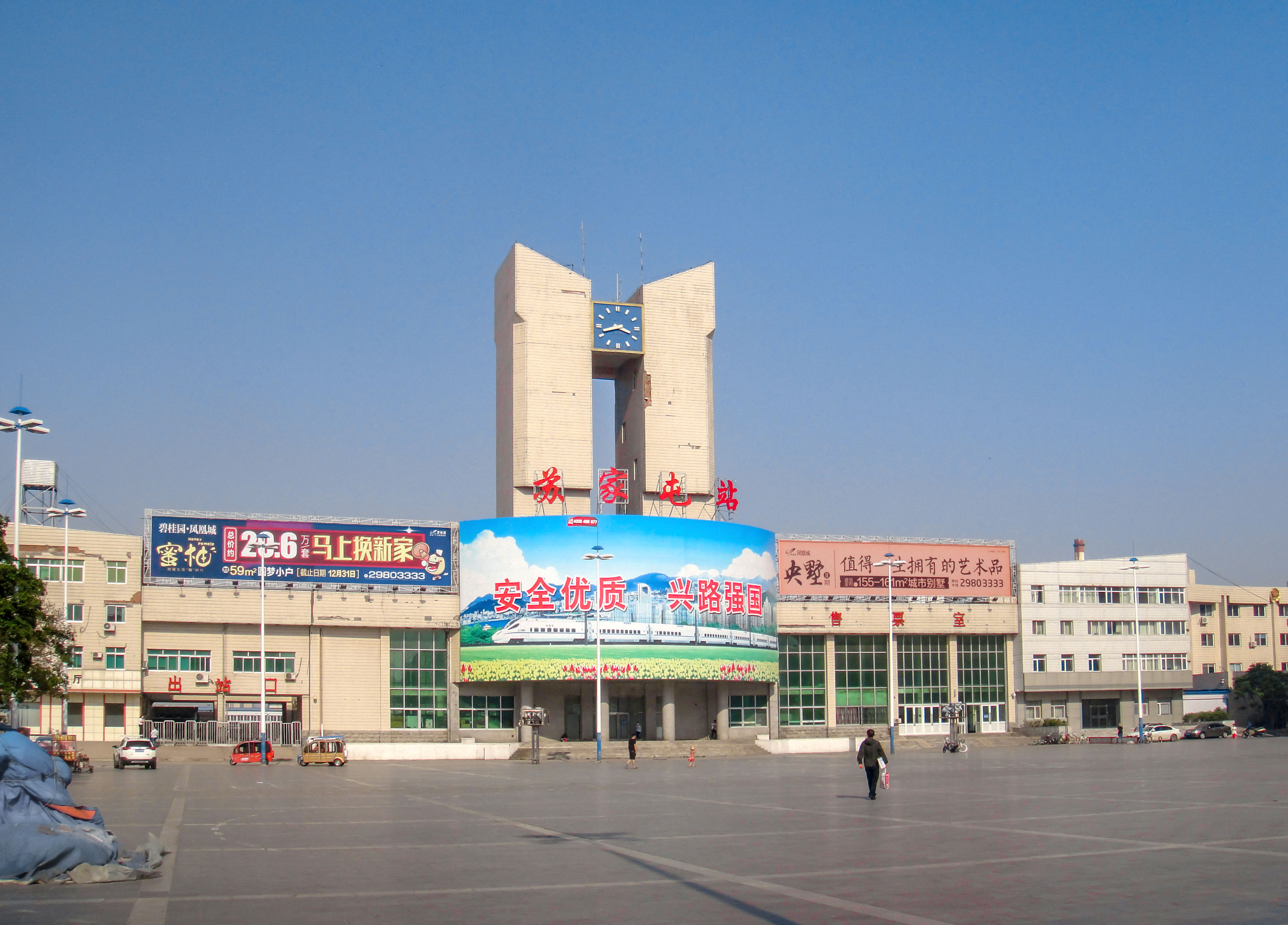

쑤자툰구(한국어: 소가둔구, 중국어: 蘇家屯區, 병음: Sūjiātú Qū)는 중화인민공화국 랴오닝성 선양시의 행정구역이다. 넓이는 776km2이고, 인구는 2007년 기준으로 430,000명이다. 선양 도심으로부터 15km 떨어져있다.

## 행정 구역
7개 가도, 7개 진, 5개 향을 관할한다.
- 가도: 解放街道, 鐵友街道, 民主街道, 臨湖街道, 中興街道, 湖西街道, 城郊街道.
- 진: 陳相屯鎭, 十里河鎭, 紅菱堡镇, 林盛堡镇, 八一鎭, 姚千戶屯鎭, 沙河堡鎭.
- 향: 王綱堡鄕, 永樂鄕, 白淸寨鄕, 佟溝鄕, 大溝鄕.